# Меса, Карлос
Карлос Диего Меса Хисберт (исп. Carlos Diego Mesa Gisbert; род. 12 августа 1953, Ла-Пас, Боливия) — боливийский государственный деятель, журналист и историк, президент Боливии с 17 октября 2003 года до 6 июня 2005 года.

## Журналистика
В 1975 году стал директором Боливийского фильмофонда. С 1979 года работал журналистом.
Был заместителем главного редактора газеты «Ультима ора», редактором канала 6 «Америка телевисьон» и канала 2 «Боливийская телесистема».
в 1990 году Карлос Меса стал основателем и главным редактором компании «Объединение тележурналистов», преобразованной в 1998 году в «Телевизионную сеть».
Его программа политических интервью «Лицом к лицу» выходила более 19 лет.
Вместе с Хименой Вальдивия был продюсером фильма «Иона и розовый кит» в 1995 году.

## Политическая деятельность
В 2002 году победил на всеобщих выборах как кандидат в вице-президенты в правительстве Гонсало Санчеса де Лосада.
Карлос Меса стал президентом в результате отставки Санчеса де Лосада после инцидента с разгоном армией и полицией акции протеста в столице Боливии. 
Карлос Меса занимал в правительстве де Лосада пост вице-президента и согласно Конституции Боливии получал президентские полномочия автоматически после отставки действующего президента.
Осенью 2019 года принял участие в президентских выборах в стране, закончившимися массовыми протестами и отставкой Эво Моралеса.

## Кинодокументалистика
Совместно с Марио Эспиносой автор более пятидесяти документальных фильмов в жанре историко-журналистского репортажа.
- «Всемогущий: между небом и преисподней» (1998 г.)
- «Война Чако» (1992 г.),
- «Почему Пас Самора?» (1994 г.)
- «Боливия, XX век» (2001 г.)
- «Пас Эстенсоро: политика — искусство возможного» (2001 г.).